# I els nens ens guiaran
"I els nens ens guiaran" (títol original en anglès "And the Children Shall Lead") és el quart episodi de la tercera temporada de la sèrie de televisió de ciència-ficció estatunidenca Star Trek. Escrit per Edward J. Lakso i dirigit per Marvin Chomsky, es va emetre per primera vegada l'11 d'octubre de 1968.
En l'episodi, la tripulació de l’Enterprise es troba amb nens amb grans i simples poders en les seves disposicions.

## Trama
La nau estel·lar Enterprise de la Federació arriba al planeta Triacus. El capità Kirk, Dr. McCoy i el primer oficial Spock s'envien a temps per presenciar la mort del professor Starnes, el líder d'un equip d'expedició científica. Els altres membres de l'expedició, a part dels seus cinc fills aparentment despreocupats que juguen i canten, semblen haver mort per les seves pròpies mans, dominats per una por misteriosa.
La tripulació porta els nens a Enterprise, on McCoy els avalua i determina que pateixen amnèsia lacunaire, sense saber què va passar amb els seus pares i sense poder aclarir-los. Com sempre, quan es deixen desatesos en una de les habitacions del vaixell, els nens canten una evocació i convoquen un humanoide brillant anomenat Gorgan. Els aconsella que prenguin el control de la tripulació per arribar a Marcus XII, la seva destinació preferida, on dominarà milions de seguidors més i conquistarà la galàxia. El fill gran, Tommy, utilitza els poders mentals que Gorgan ha atorgat als nens per enganyar la tripulació cap a la nau mentre presenta il·lusions que els fan pensar que encara estan en òrbita per sobre de Triacus.
Després de revisar una pel·lícula d'expedició preocupant gravada per Starnes, Spock, McCoy i Kirk tornen al pont per trobar que els nens i Gorgan tenen el control total de la tripulació a través de la il·lusió i la por. Incapaç de trencar el control de la tripulació, Spock assenyala que els nens només estan posseïts per Gorgan, que ha de ser l'encarnació malvada d'un antic grup de rondadors en guerra espacial descobert per l'expedició arqueològica de Starnes.
Creient que poden trencar el control que Gorgan té sobre els nens, Spock reprodueix imatges que mostren els nens feliços amb els seus pares, que després estan morts. Quan els nens s'adonen del que ha passat, es trenquen emocionalment i l'aspecte de Gorgan comença a deteriorar-se mentre crida als nens però no aconsegueix conservar la seva lleialtat. Amb els poders dels nens desapareguts, la tripulació controla la nau i Kirk ordena marxar a Base Estel·lar 4 mentre s'ocupen de consolar els nens.

## Doblatge al català
L’episodi va ser doblat al català pels estudis Tecni-3 (primera part) i Diálogo (segona part) i emés a TV3 l’any 1989.
| Personatge                | Actor/actriu      | Veu en català                      |
| ------------------------- | ----------------- | ---------------------------------- |
| James T. Kirk             | William Shatner   | Jordi Boixaderas                   |
| Spock                     | Leonard Nimoy     | Isidre Sola i Llop                 |
| Leonard McCoy             | DeForest Kelley   | Eduard Lluís Muntada               |
| Montgomery Scott 'Scotty' | James Doohan      | Joan Carles Gustems Domènec Farell |
| Nyota Uhura               | Nichelle Nichols  | Glòria Roig Azucena Díaz           |
| Pavel Chekov              | Walter Koenig     | Quim Roca Pep Madern               |
| Hikaru Sulu               | George Takei      | Jaume Nadal Enric Cusí             |
| Christine Chapel          | Majel Barrett     | Ana Maria Mauri Rosa Gavin         |
| Tinent Leslie             | Eddie Paskey      | Enric Isasi-Isasmendi              |
| Gorgan                    | Melvin Belli      | Ferran Llavina                     |
| Mary                      | Pamelyn Ferdin    | Núria Trifol                       |
| Ray                       | Brian Tochi       | Luisita Soler                      |
| Don                       | Mark Robert Brown | Vicky Martínez                     |

## Producció
L'episodi va ser filmat el juliol de 1968.
L'actor infantil Craig Hundley, que va interpretar Tommy, va ser anteriorment un compositor i inventor sota el nom de Craig Huxley. El seu Blaster Beam, una barra d'alumini de 18 peus (5,5 m) de llarg amb cable d'alumini i tocada amb protuberàncies d'artilleria, apareixeria a la banda sonora de Jerry Goldsmith per al primer  Star Trek , així com les bandes sonores de Star Trek II i Star Trek III de James Horner. Huxley també va compondre la peça "Project Genesis" per al vídeo informatiu "Project Genesis" a Star Trek II.
Ferdin (que va interpretar a Mary) i Tochi (que va interpretar a Ray) es reunirien més tard a Space Academy, una sèrie de curta durada que va ser emesa de 1977 a 1979 a CBS.
L'opció de càsting més estranya per a Gorgan va ser Melvin Belli, un advocat de danys personals conegut com "El rei dels danys". El seu fill Caesar va interpretar un dels nens.
Durant una escena clímax al pont, el fill gran, Tommy Starnes (interpretat per Craig Hundley), llança un encanteri perquè la veu del capità Kirk ja no sigui intolerable, de la mateixa manera que el fa incapaç de donar ordres a la seva tripulació. Per acompanyar aquest efecte en la producció de l'espectacle, es van gravar alguns dels diàlegs de William Shatner i després es van reproduir al revés. Quan l'àudio s'inverteix en aquest segment de la banda sonora finalitzada, Shatner es pot escoltar clarament a la majoria del segment per dir:
<poema>"Traieu el tinent Uhura i el senyor Spock del pont. Confina'ls a les seves habitacions.
M'has sentit?
Envia el Sr. Sulu a les seves habitacions. Està rellevat del deure.
Elimina la tinent. Uhura i el Sr. Pont Spock. Confinar [inintel·ligible]
Envia el Sr. Sulu a les vostres habitacions
[inintel·ligible] Sr. Spock del Pont. Confinar-los a les seves habitacions
Sr. Leslie, porta el Sr. Sulu a les teves habitacions"</poem>
Dave Tilotta realitza una anàlisi del guió d'aquest episodi, comparant el guió original amb el que es va filmar i emetre. Va assenyalar una escena esborrada amb Sulu i paraules per a encantaments infantils, entre altres coses.

## Recepció
S'ha informat que aquest episodi va ser considerat el pitjor episodi del cànon de Star Trek per l'actor Spock Leonard Nimoy el 1986.
Un diari de fanss de 1995 va votar pel pitjor episodi de la sèrie anomenat aquest episodi i "Un tros del pastís".
Tot i que el consens general dels fans era que aquest era un dels episodis pobres de la tercera temporada, i que l' "actitud brusca, exasperadament autoritària i de vegades inconfusiblement hostil" del capità Kirk cap als nens titulars que eren menystinguts tant per la moral com per la trama, Richard Keller de TV Squad figura Gorgan com el pdesè ersonatge de televisió més temut.
El 2016, CNET va classificar aquest episodi com el setè pitjor episodi de tots els Star Trek, basant-se en les puntuacions d'un públic i els amfitrions de la discussió en un Convenció del 50è aniversari de Star Trek a Las Vegas.
El 2017, Den of Geek va classificar aquest episodi com el tercer pitjor episodi de la sèrie original de Star Trek.
El 2019 l'Australian Broadcasting Corporation va trobar, quan va valorar la puntuació mitjana d’IMDb de tots els episodis de totes les sèries de Star Trek, que "I els nens ens guiaran" tenia la puntuació més baixa de tots els episodis de la sèrie original.
El 2020, Den of Geek va classificar aquest episodi com l'11è episodi qeufeia més por de tots els episodis de televisió de la franquícia Star Trek